# T-1000
Le T-1000 est un personnage de fiction créé par James Cameron et William Wisher Jr. dans le film Terminator 2 : Le Jugement dernier en 1991.

## Description
Le T-1000 est un Terminator créé par le superordinateur militaire Skynet et constitue l'un des androïdes les plus sophistiqués qu'il ait conçus, allant même au-delà des capacités de régénération et de mimétisme de son successeur, le T-X.
Il est constitué d'un alliage « polymimétique » dont les propriétés lui permettent à la fois de se liquéfier (métal liquide) pour se camoufler dans l'environnement proche de sa ou ses cibles en imitant l'aspect du matériau comme le sol, de passer au travers des obstacles comme une porte grillagée et de se reformer rapidement par la suite.
Le poly-alliage mimétique est en fait un assemblage très dense de nano-machines capables de prendre la forme et la teinte de personnes ou d'objets de structure simple et de même taille que le T-1000 ce qui lui donne d'excellentes aptitudes d'infiltration. Ce système fut repris plus tard sur le modèle T-X. 
Ce système le rend d'autant plus efficace car il est, comme le T-800, son prédecesseur, programmé pour s'infiltrer et tuer, et est doté des mêmes habilités comme : 
- imiter les voix et les apparences humaines, tenue comprise comme celle des forces de l'ordre pour se fondre en leur sein.
- piloter l'ensemble des véhicules terrestres ou aériens connus en 2029 dont les voitures, les hélicoptères, les motos (...).
- Maîtriser les techniques de combat rapproché
- Maîtriser les armes à feu
- Connaissances approfondie de l'anatomie humaine permettant d'infliger en général une ou des blessures fatales
- Capacité de réparation des modèles antériéurs type T-800 en fonction de la gravité de la panne.

Ces machines disposent en outre d'une intelligence collective avancée et disposent du même fichier d'informations issue de l'intelligence artificielle de Skynet. 
Tandis que le T-800 représente un peu l'infanterie lourde des androïdes, le T-1000 peut être comparé à un modèle de course. Rapide et précis, il a été mis au point en partant de l'idée qu'il valait mieux absorber la puissance d'un projectile plutôt que de le stopper. C'est pourquoi Skynet décida de créer un cyborg composé de métal liquide, s'avérant nettement plus performant que le déjà très performant et traditionnel endosquelette de titane-tungstène.
Le T-1000 est vulnérable face aux températures extrêmes (azote liquide, métal en fusion) qui peuvent déstabiliser son système et qui peuvent provoquer des interférences dans son système de camouflage.
De plus, il est révélé que le T-1000 est incapable d'analyser une matière sans la toucher physiquement. (ne possédant pas d'ordinateur intégré qui révèle la présence d'objets cachés, comme le montre une scène coupée se passant dans la chambre de John Connor où le T-1000 touche avec ses mains toutes les surfaces de la pièce).
Il est également incapable de prendre la forme d'objets comportant des parties mécaniques, chimiques ou électroniques comme les charges explosives car il ne sait pas les faire ou d'objet ayant une taille différente. En revanche, il peut imiter tous les couteaux et armes blanches pour éliminer ses cibles. Ces capacités d'extensions lui permettent si nécessaire de se créer un troisième bras lorsqu'il pilote, pour manier les armes à feu librement lors de la poursuite de sa ou ses cible(s).
Dans Terminator 2 un exemplaire fut envoyé à travers le temps pour éliminer John Connor, le futur chef de la résistance humaine, et fut confronté à un T-800. Il échoua dans sa mission en tombant dans une bassine de métal en fusion.

## Apparition dans les films
Le rôle du T-1000 fut joué par Robert Patrick dans le film Terminator 2 : Le Jugement dernier (1991) de James Cameron.
Le T-1000 (T-1001, second prototype) est également présent dans la deuxième saison de Terminator : Les Chroniques de Sarah Connor où il apparaît dès le premier épisode sous les traits de Catherine Weaver, PDG de ZeiraCorp. Elle réunit une équipe, Babylon, qui sera chargée de développer l'intelligence artificielle censée s'opposer à Skynet. Ce modèle semble capable d'exprimer des émotions tout comme le T-800 de Terminator 2 et déclare « le sentiment est mutuel » après avoir tué un de ses employés qui la détestait.
Dans Terminator Genisys réalisé par Alan Taylor, le T-1000 est interprété par Lee Byung-hun et a pour mission d'éliminer Kyle Reese à son arrivée en 1984. Ce modèle sera finalement détruit par l'action conjuguée de Sarah Connor et du T-800 qui le piégeront sous une pluie d'acide, tirant profit de sa faiblesse pour les attaques chimiques. 
En 2017, Cyberdyne Systems a commencé à mettre au point le polyalliage mimétique dont est constitué le T-1000. À cette occasion, le T-800 précise que l'alliage est totalement inoffensif tant qu'un CPU (qui permet au métal liquide d'adopter une forme définitive) n'y est pas installé.